# Mirko Hrgović
Mirko Hrgović (Sinj, Croacia, 5 de febrero de 1979), exfutbolista de Bosnia y Herzegovina, de origen croata, jugaba de volante.

## Selección nacional
Ha sido internacional con la Selección de fútbol de Bosnia y Herzegovina, ha jugado 28 partidos internacionales y ha anotado 3 goles.

## Clubes
| Club                            | País                 | Año       |
| ------------------------------- | -------------------- | --------- |
| NK Junak Sinj                   | Croacia              | 1997-1999 |
| Hajduk Split                    | Croacia              | 1999-2000 |
| NK Posušje                      | Bosnia y Herzegovina | 2000-2001 |
| Gamba Osaka                     | Japón                | 2001      |
| NK Široki Brijeg                | Bosnia y Herzegovina | 2001-2003 |
| VfL Wolfsburg                   | Alemania             | 2003-2006 |
| Hajduk Split                    | Croacia              | 2006-2008 |
| JEF United                      | Japón                | 2008      |
| Dinamo de Zagreb                | Croacia              | 2008-2009 |
| Spielvereinigung Greuther Fürth | Alemania             | 2009      |
| NK Široki Brijeg                | Bosnia y Herzegovina | 2010      |
| A. O. Kavala                    | Grecia               | 2010-2011 |
| RNK Split                       | Croacia              | 2011-2013 |
| NK Zadar                        | Croacia              | 2013-2015 |

- Datos: Q558809